# Lackfabrik Lackhausen

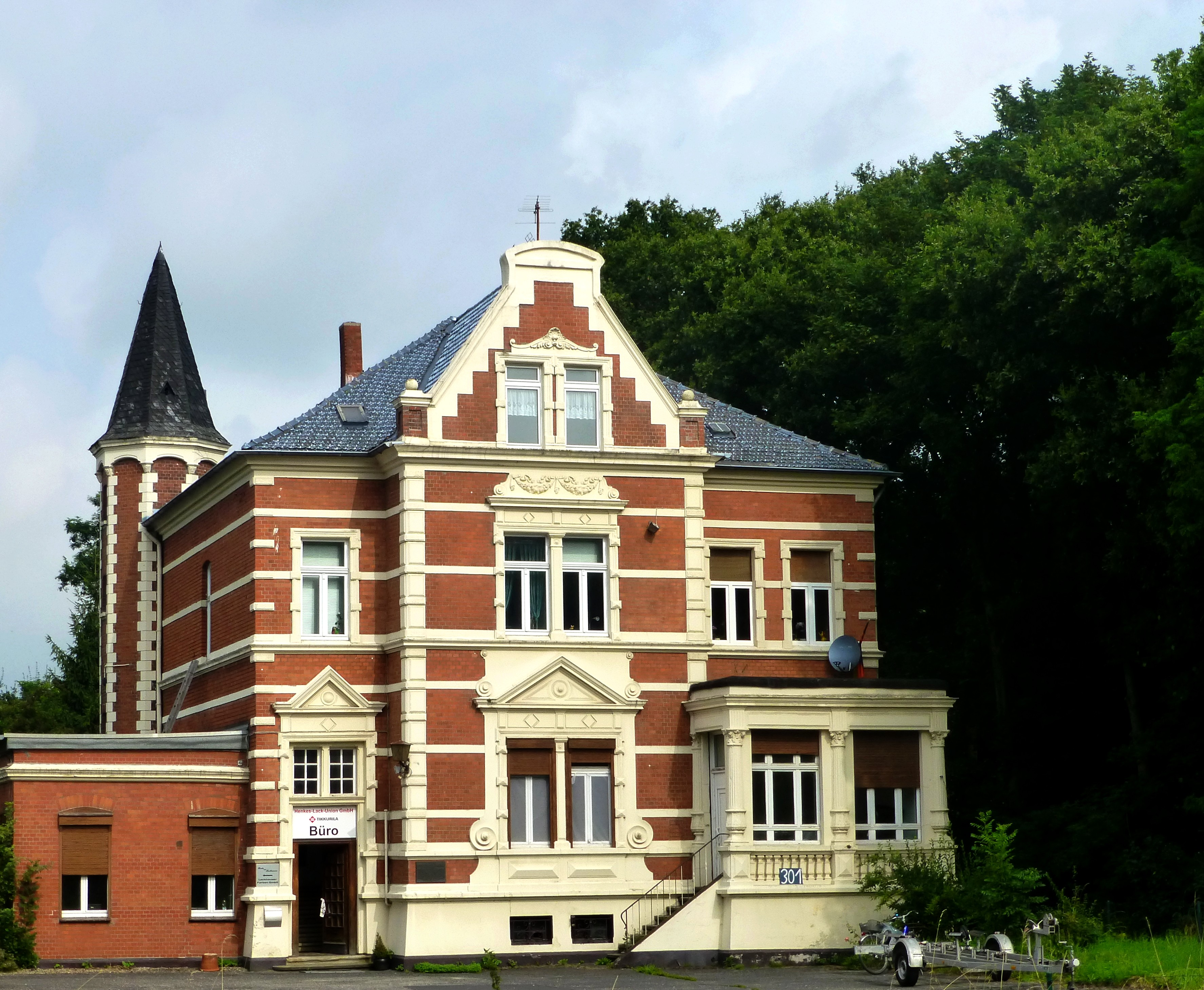
Fabrikantenwohnhaus der Lackfabrik Lackhausen (2014)

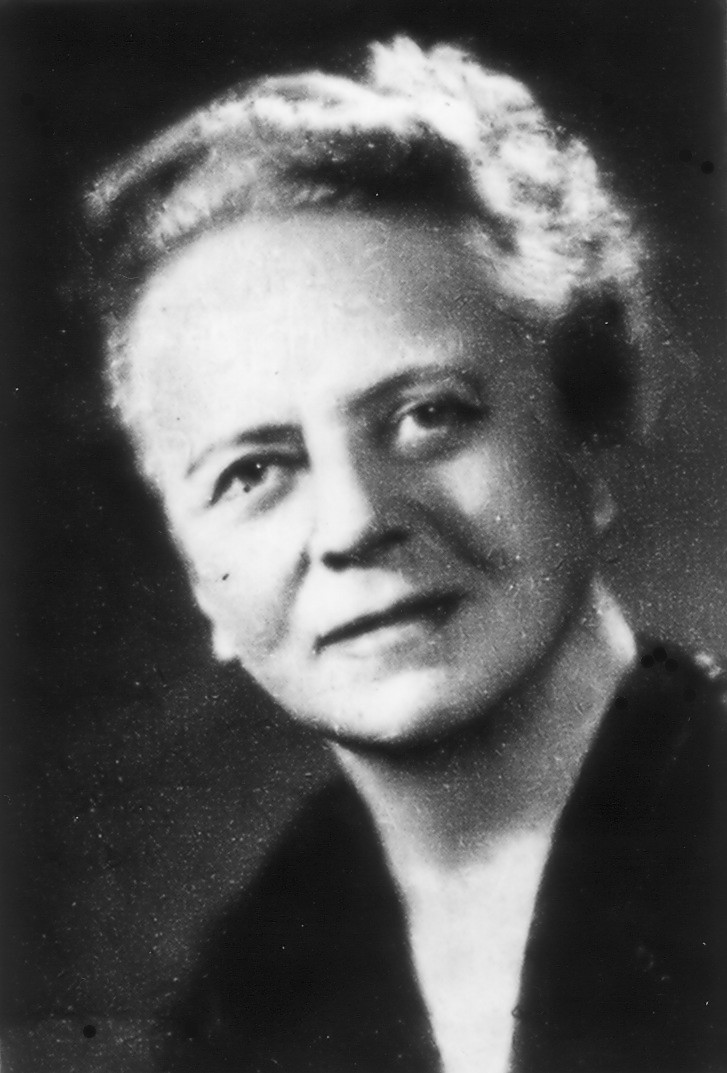
Ida Tacke

Die Lackfabrik Lackhausen ist ein historisches Gebäude am Stadtrand von Wesel am Niederrhein. Dort ist (2018) ein chemisches Unternehmen ansässig. Das ehemalige Fabrikantenwohnhaus der Fabrik steht unter Denkmalschutz und dient der Henkes Lack Union GmbH als Verwaltungsgebäude.

## Lage und Gebäude
Die Lackfabrik befindet sich im Nordwesten des Weseler Stadtgebiets rund einen Kilometer nordwestlich des Ortsteils Lackhausen und rund einen Kilometer nördlich des Ortsteils Obrighoven. Statistisch wird sie dem Gebiet des Ortsteils Lackhausen zugeordnet. Sie befindet sich an der Bundesstraße 70 (Brüner Landstraße), die Wesel mit Brünen verbindet.
Angrenzend an das Fabrikgebäude befindet sich das unter Denkmalschutz stehende ehemalige Fabrikantenwohnhaus. Dabei handelt es sich um eine Villa mit einem Wohnturm.

## Geschichte und Nutzung
1867 wurde in Lackhausen die Firma „Tacke Lacke“ gegründet und in der Folge die Lackfabrik mit ihrem Fabrikantenwohnhaus errichtet. Die Firma ging aus einem noch älteren Unternehmen hervor, das bereits 1809 in Wesel gegründet worden war. Aus der Fabrikantenfamilie entstammte die Chemikerin Ida Tacke (1896–1978), die das chemische Element Rhenium entdeckte. Das Unternehmen konnte sich dauerhaft etablieren und verwendete in Anlehnung an den Ortsnamen den Werbeslogan „Lacke aus Lackhausen“.
Gegenwärtig ist der Farbenhersteller Henkes Lack Union GmbH  ansässig. Dabei handelt es sich um ein Unternehmen aus der Chemie, das einen hohen Spezialisierungsgrad aufweist. Die Henkes Lack Union GmbH kaufte im Jahr 2015 das gesamte Gelände und baute die Produktionsfläche intern weiter aus.